# Lenguas chádicas occidentales
Las lenguas chádicas occidentales son una familia de lenguas que incluye 73 variedades lingüísticas (según una estimación de Ethnologue) habladas en África. Forman parte de las lenguas chádicas.
El subgrupo incluye el hausa, lengua franca de gran parte de África Occidental, hablada como lengua materna por unos 24 millones de personas y como segunda lengua por otros 15 millones más.

## Clasificación interna
Clasificación de las principales lenguas del subgrupo:
- Chádico occidental A
  - Lenguas hausa-gwandara
    - Idioma hausa (hablado en Benín, Camerún, Chad, Ghana, Níger, Nigeria, Tanzania y Togo).
    - Idioma guandara (gwandara; hablado por unas 15 000 personas).

  - Lenguas bolé-tangalé
    - Lenguas bolé (bolewa), habladas por unas 32 000 personas en Nigeria: Bure, Karekare, Bole, Gera, Geruma, Deno, Galambu, Giiwo, Kubi, Ngamo, Maaka (Maagha), Ɓeele, Daza (Dazawa), Pali.
    - Lenguas tangalé, habladas por unas 36 000 personas en Nigeria: Kwaami, Pero, Piya-Kwonci, Kholok, Nyam, Kushi (Goji), Kutto (Kupto), Tangale, Dera (Kanakuru).

  - Lenguas angas: Ngas (Angas), Mwaghavul, Cakfem-Mushere, belnəŋ, Jorto, Kofyar, Miship (Chip), Goemai, Koenoem, Montol, Pyapun, Tal
  - Yiwom (Gerka).
  - lenguas ron: Fyer, Tambas, Bokkos, Daffo-Butura, Shagawu, Duhwa (Karfa), Kulere, Mundat, Sha.
- Lenguas badé (chádico occidental B)
  - Lenguas bade-warji
    - Lenguas bade, habladas por unas 32 000 personas en Nigeria: Duwai; Bade, Shira (†), Ngizim, Teshenawa (†), Auyokawa (†).
    - Lenguas warji: Pa'a; Warji, Diri, Ciwogai, Kariya (Vinahə), Mburku, Miya, Siri, Zumbun (Jimbin), Ajawa (†).

  - Lenguas barawa (Bauchi meridional).
    - Zaar: Dass; Geji, Polci (Polchi), Saya, Zari, Zeem.
    - Guruntum: Guruntum-Mbaaru, Ju, Tala, Zangwal.
    - Boghom: Jimi, Jum; Boghom, Kir-Balar, Mangas.

## Comparación léxica
Los numerales en diferentes lenguas chádicas occidentales son:
| GLOSA | Chádico Occidental A  | Chádico Occidental A | Chádico Occidental A | Chádico Occidental A | Chádico Occidental B | Chádico Occidental B | Chádico Occidental B | PROTO- CH. Oc. |
| GLOSA | PROTO-HAUSA- GWANDARA | PROTO- BOLÉ          | PROTO- TANGALÉ       | PROTO- ANGAS         | PROTO- BADE          | PROTO- WARJI         | PROTO- BARAWA        | PROTO- CH. Oc. |
| ----- | --------------------- | -------------------- | -------------------- | -------------------- | -------------------- | -------------------- | -------------------- | -------------- |
| '1'   | *ɗá-                  | *moːɗi               | *moɗi                | *-me                 | *gaɗi                |                      | *nəm                 | *-ɗi           |
| '2'   | *bí-                  | *mbaːlu              | *falːaw              | *vəl                 | *sərən               |                      | *kwaːp, *mbaɬ-       | *              |
| '3'   | *ʔúkù                 | *kunum               | *kunu-               | *kun                 | *kwan                |                      | *mayaŋ               | *kunɗ-         |
| '4'   | *fúɗú                 | *poɗyu               | *paɗaw               | *feːr                | *fəɗu                | *fəɗə                | *wupsɨ               | *faɗaw         |
| '5'   | *bìyár                | *baːɗi               | *paːɗi               | *paːt                | *vaɗi                | *vaɬːə               | *nəmtam *namtəm      | *baːɗi         |
| '6'   | *šídà                 | *5+1                 | *5+1                 | *paː+me 5+1          | *ə-zdu               | *maːha               | *maːɣa               | *              |
| '7'   | *bákwài               | *5+2                 | *5+2                 | *paː+vəl 5+2         | *gatkasa             | *5+2                 | *niŋgi               | *              |
| '8'   | *tákwàs               | *4x2                 | *4x2                 | *paː+kun 5+3         | *5+3 *4x2            | *4x2                 | *wusupsɨ (2x4)       | (*takwas)      |
| '9'   | *tárà                 | *                    | *lambaɗi             | *paː+feːr (5+4)      | *waraya              |                      |                      | *              |
| '10'  | *gwómà                | *bimbaɗi             | *gumo                | *sar                 | *guuma               |                      | *zup (*kuɬ)          | *gʷoma         |